# La força del vent (pel·lícula del 2003)
La força del vent (títol original:  A Mighty Wind ) és una pel·lícula estatunidenca dirigida per Christopher Guest, estrenada el 2003. Ha estat doblada al català.

## Argument
Fals documental sobre un grup de rock dels anys 1960 que es reforma per a un ultim concert en memòria del seu antic organitzador mort fa poc.

## Repartiment
- Bob Balaban: Jonathan Steinbloom
- Catherine O'Hara: Mickey Crabbe
- Ed Begley Jr.: Lars Olfen
- Eugene Levy: Mitch Cohen
- Harry Shearer: Mark Shubb
- Michael McKean: Jerry Palter
- Christopher Guest: Alan Barrows
- John Michael Higgins: Terry Bohner
- Todd Lieberman: Fred Knox
- Jim Ortlieb: David Kantor
- Jennifer Coolidge: Amber Cole
- Jane Lynch: Laurie Bohner
- Parker Posey: Sissy Knox
- Fred Willard: Mike LaFontaine

## Premis i nominacions

### Premis
- Premis Critics Choice: millor cançó "A Mighty Wind" (Christopher Guest, Michael McKean i Eugene Levy)
- Premi Grammy: millor cançó escrita per a un film "A Mighty Wind" (Christopher Guest, Michael McKean i Eugene Levy
- Premis New York Film Critics Circle: millor actor a un segon paper (Eugene Levy)
- Premis Satellite: millor actor a un segon paper - Comèdia/comèdia musical (Eugene Levy)

### Nominacions
- Oscar a la millor cançó original: "A Kiss at the End of the Rainbow" (Michael McKean i Annette O'Toole)
- Premi Grammy: millor compilació de músiques originals
- Independent Spirit al millor guió (Christopher Guest i Eugene Levy)
- Premis Phoenix Film Critics Society: millor càsting, millor banda original i film de l'any
- Premis Satellite: millor film - Comèdia/comèdia musical, millor actriu a un segon paper - Comèdia/comèdia musical (Catherine O'Hara) i millor cançó original "A Kiss at the End of the Rainbow" (Michael McKean i Annette O'Toole)
- Premis Young Artist: millor film familiar - Comèdia/comèdia musical